# (29212) Zeeman
(29212) Zeeman  es un asteroide perteneciente al cinturón de asteroides, descubierto el 10 de septiembre de 1991 por Freimut Börngen desde el Observatorio Karl Schwarzschild, en Alemania.

## Designación y nombre
Zeeman se designó inicialmente como 1991 RA41.
Más adelante fue nombrado en honor al físico holandés  Pieter Zeeman (1865-1943).

## Características orbitales
Zeeman orbita a una distancia media del Sol de 2,8816 ua, pudiendo acercarse hasta 2,7407 ua y alejarse hasta 3,0225 ua. Tiene una excentricidad de 0,0489 y una inclinación orbital de 2,3119° grados. Emplea en completar una órbita alrededor del Sol 1786 días.

## Características físicas
Su magnitud absoluta es 14,3. Tiene 3,924 km de diámetro. Su albedo se estima en 0,288.